# Щириця гібридна
{{#ifeq:0|0|{{#if:|{{#if:Amaranthushybridus|[[]}}|}}}}
Щириця гібридна (Amaranthus hybridus) — вид трав'янистих рослин родини амарантові (Amaranthaceae); бур'ян, поширений у Північній, Центральній і Південній Америці, широко культивується та натуралізований.

## Опис
Однорічна рослина 60–100 см заввишки. Листочки оцвітини вузько-еліптичні, до верхівки звужені. Приквіток вдвічі довший від оцвітини. Суцвіття складні, пониклі, довго загострені, з довгими гілочками, червоно-пурпурові, рідше зелені. Щириця гібридна безволоса чи майже так, або дистальні частини стебла та гілок слабо запушені коли молоді. Стебла випрямлені, зелені або інколи червонувато-фіолетові, від розгалужених до майже простих, 0.3–2(2.5) м. Листя: черешок 1/2 від довжини пластини; пластина яйцеподібна, ромбічно-яйцеподібна або ланцетна, (2)4–15 × (1)2–6 см. Суцвіття термінальні та пахвові, зелені чи оливково-зелені, іноді з сріблястим або червонувато-пурпурним відтінком. Насіння від чорного до темно-коричневого кольору, від чечевицеподібної до сочевицеподібно-сферичної форми, 1–1.3 мм, гладке, блискуче.

## Поширення
Батьківщиною рослини є Північна (Канада, США, Мексика), Центральна (Багамські острови, Бермуди, Куба, Коста-Рика, Гватемала, Нікарагуа, Панама) й Південна Америки (Французька Гвіана, Суринам, Болівія, Колумбія). Рослина широко культивується й натуралізована в інших тропічних, субтропічних та тепло-помірних регіонах.
В Україні зростає на засмічених місцях — у Криму (ст. Остряково, Первомайський р-н, околиці Гвардійського), рідко. Адвентивний бур'ян.

## Галерея

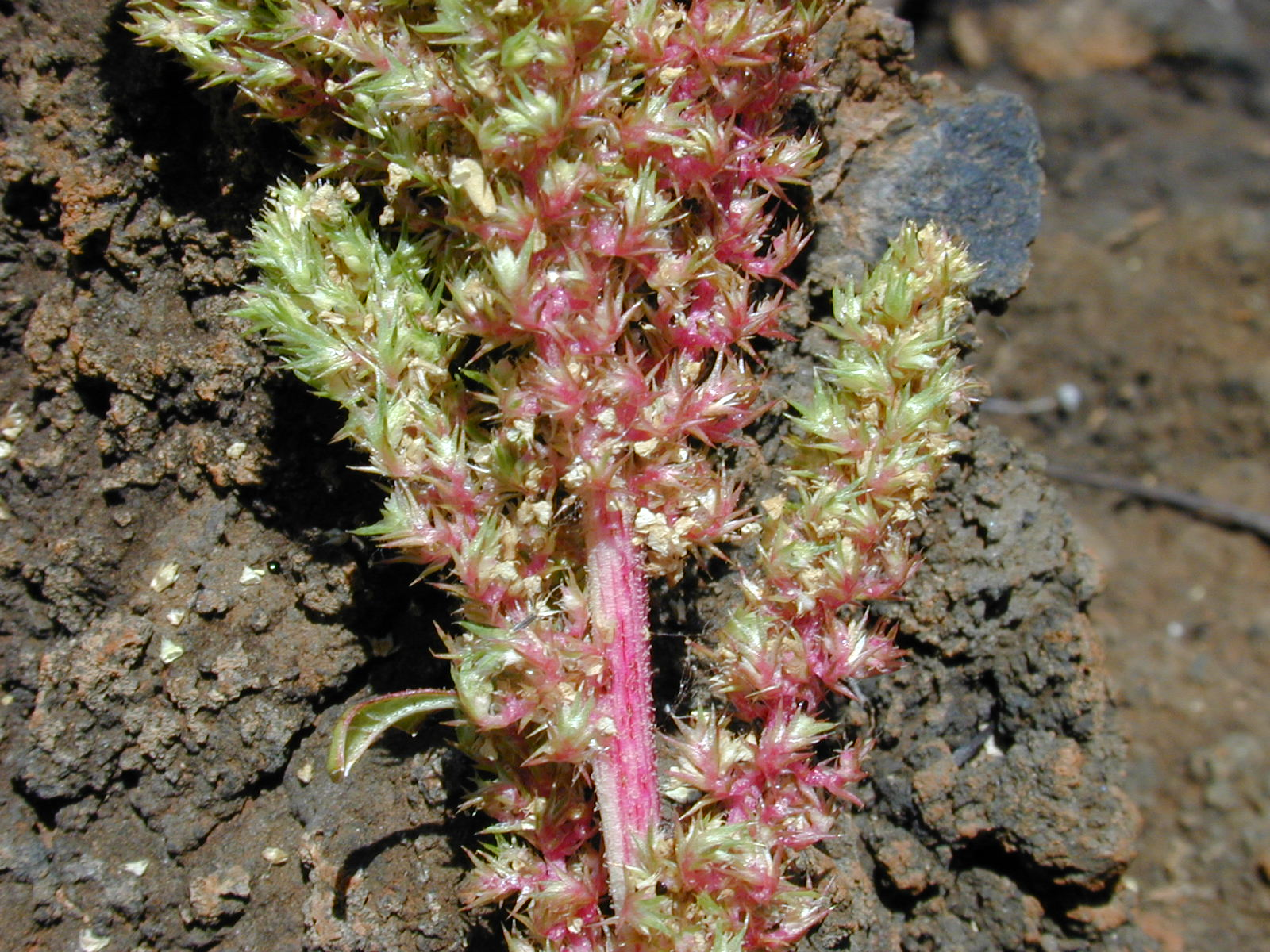
суцвіття
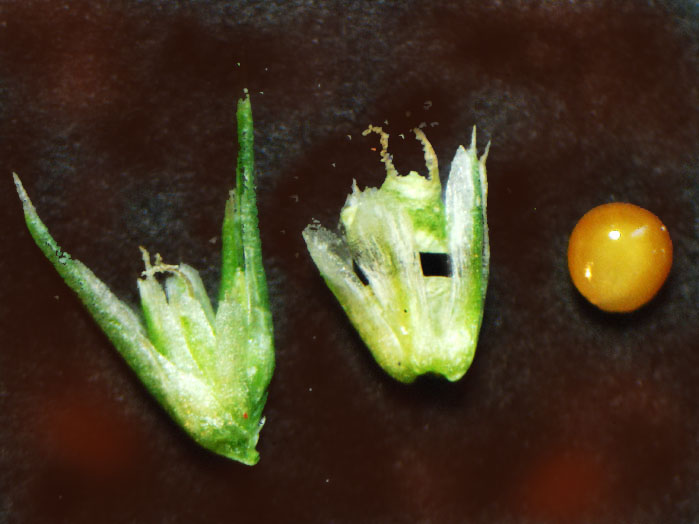
жіночі квіти
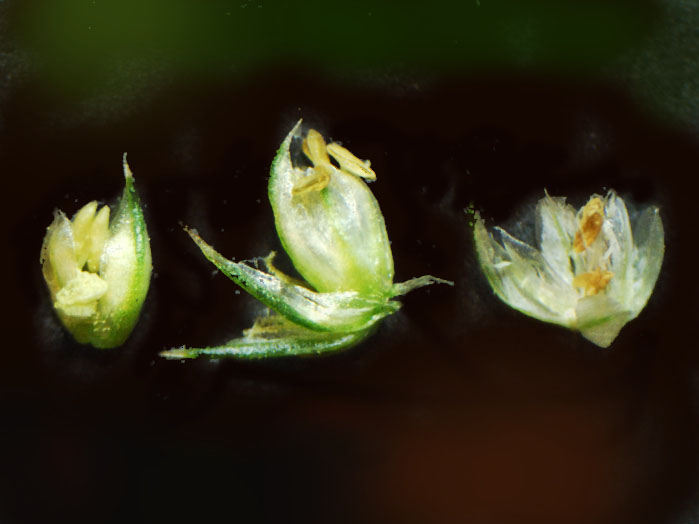
чоловічі квіти
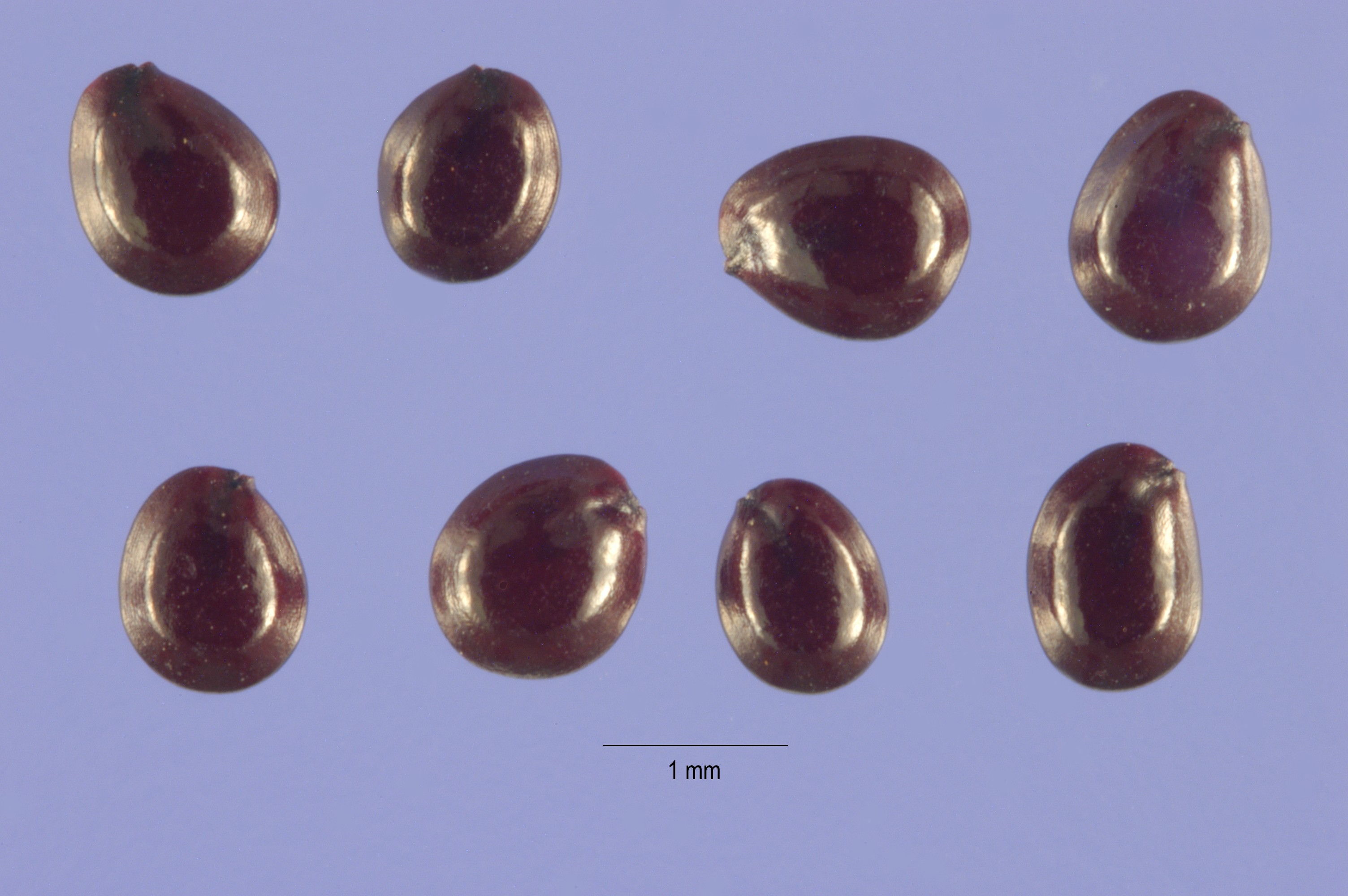
насіння